# Союз-16
«Союз-16» — советский двухместный пилотируемый космический корабль серии «Союз», совершивший в  декабре 1974 г. полёт в рамках подготовки совместного экспериментального полёта «Союз — Аполлон» (ЭПАС, ASTP). 
Для полёта использовалась специальная модификация 7К-ТМ корабля серии «Союз» с вновь разработанным андрогинно-периферийным стыковочным узлом АПАС-75.
На корабле были установлены солнечные батареи, которые в предыдущих полётах отсутствовали (с «Союза-12», кроме «Союза-13»).

## Экипаж
Основной
- Командир корабля — Филипченко Анатолий Васильевич (2-й космический полёт)
- Бортинженер — Рукавишников Николай Николаевич (2-й космический полёт)

Дублирующий
- Командир корабля — Романенко Юрий Викторович
- Бортинженер — Иванченков Александр Сергеевич

Резервный
- Командир корабля — Джанибеков Владимир Александрович
- Бортинженер — Андреев Борис Дмитриевич

## Описание полёта

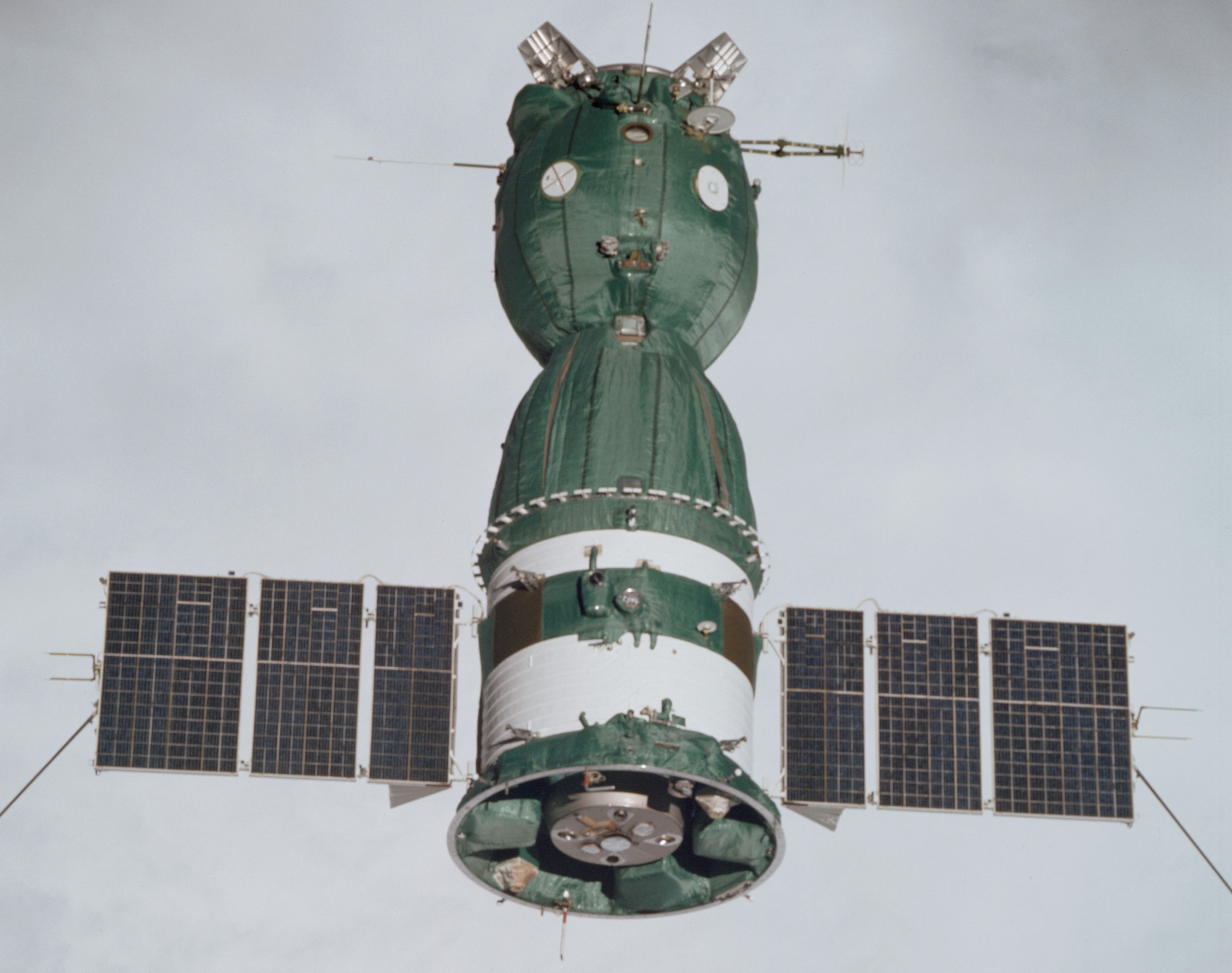
Космический корабль «Союз-19», аналогичный «Союзу-16». Снимок сделан с борта корабля «Аполлон»

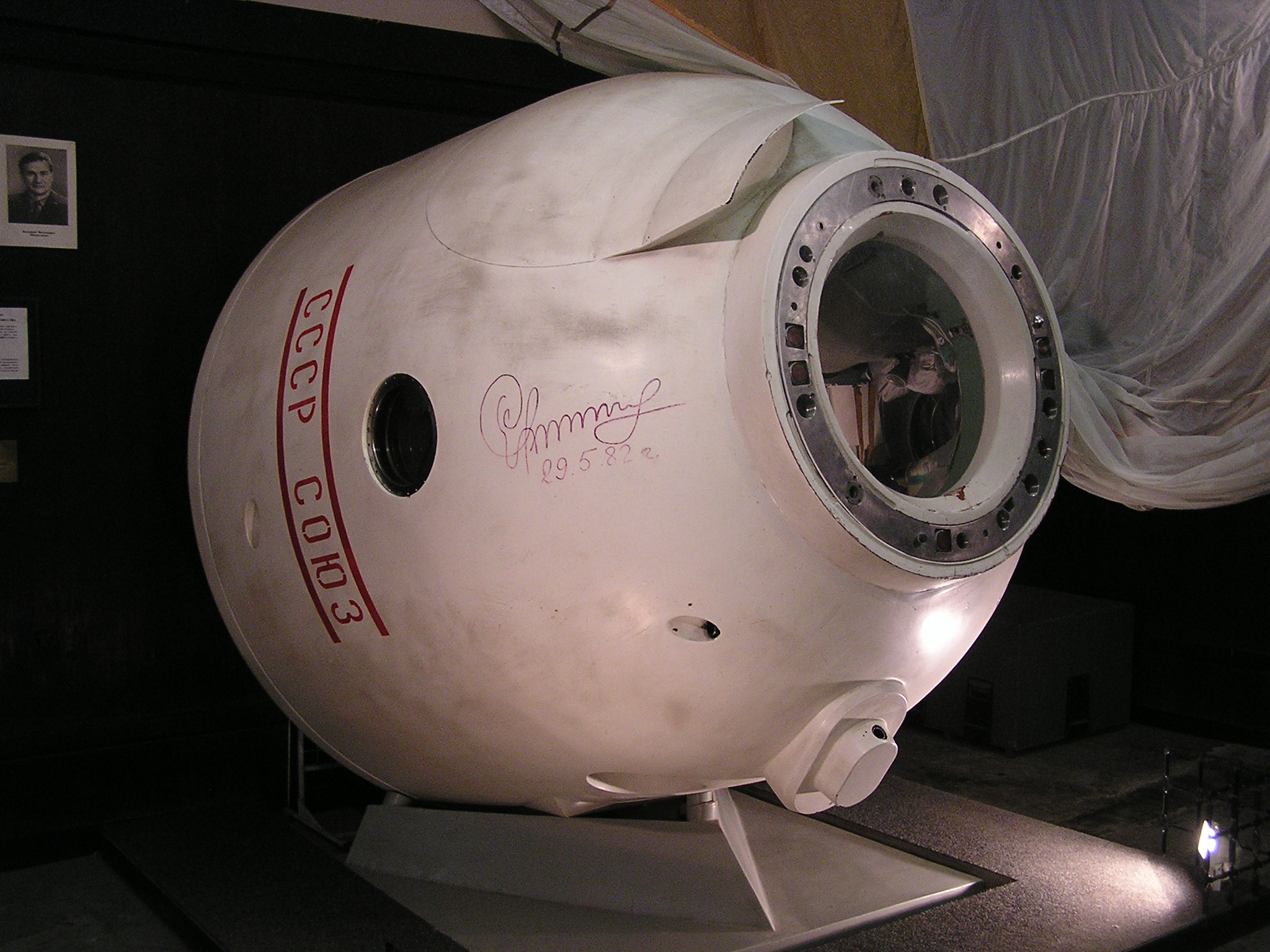
Спускаемый аппарат космического корабля «Союз-16» в музее космонавтики и ракетной техники

Полёт корабля «Союз-16» проводился в рамках проекта ЭПАС («Союз — Аполлон») по подготовке совместного советско-американского проекта.
Пуск произошёл 2 декабря 1974 года в 09:40. 
Космонавты А. Филипченко и Н. Рукавишников провели проверку новой модификации корабля «Союз». В ходе полёта проводились испытания бортовых систем, модифицированных в соответствии с требованиями совместного полёта: нового андрогинно-периферийного стыковочного узла АПАС-75 (для стыковки с американским кораблём «Аполлон»), систем ориентации и управления движении, систем жизнеобеспечения. Этот полёт также предоставил возможность проверки взаимодействий наземных служб СССР и США.
Полёт прошёл точно по плану. Все поставленные задачи были успешно выполнены как со стороны экипажа, так и со стороны наземных служб.

## Сведения о корабле и полёте
- Масса аппарата — 6800 кг
- Наклонение орбиты — 51,79°
- Период обращения — 89,27 мин
- Перигей — 191,7 км
- Апогей — 314,8 км
- Пройденное расстояние — 3,978 млн км